# 岐阜県立斐太高等学校

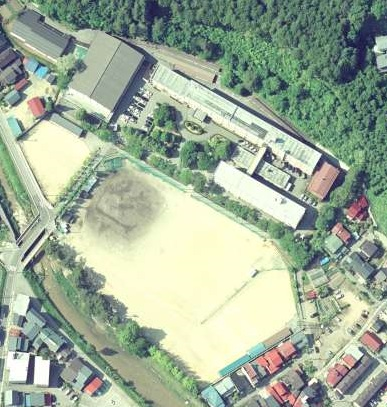
全景（2008年）
出典：『国土交通省「国土画像情報（カラー空中写真）」（配布元：国土地理院地図・空中写真閲覧サービス）』

岐阜県立斐太高等学校（ぎふけんりつひだこうとうがっこう）は、岐阜県高山市にある県立高等学校。

## 概要
1886年（明治19年）5月17日開校。岐阜県内で2番目に歴史のある公立高校である。通称は斐高（ひこう）。「斐太」は万葉集で飛騨国を意味する。

### 校訓
切磋琢磨
詩経の国風・衛風に収められる詩「淇奧」の一節「有斐君子 如切如磋 如琢如磨」より。「斐」の字からの連想であるとされる。当校の同窓会組織である「有斐会」の名称も、当時漢文の担当であった山本秀雄がここから引用して命名した。
確乎不抜
易経・乾・文言 第二節より。

### 校章
校章である蜻蛉章（せいれいしょう）は当時図画科の担当であった田島稲三によって考案された。大町桂月・幸田露伴に高く評価されたと伝えられている。

### 制服
伝統的な詰襟の学生服、セーラー服が指定されている。なお、性別による指定はないため、男子がセーラー服、女子が学生服の着用をしても良い。

### 校歌
制定は1908年（明治41年）で、岐阜県下でも古くから残っている校歌である。生徒が流行歌を歌わないように、というのが校歌の誕生したきっかけである。作詞は当時の国語教師、今村勝一。作曲は楠美恩三郎。歌詞は乗鞍岳や宮川などの風景を織り込みながら学校の校訓などを歌っており、学校名が全く入っていない。そのため、旧制中学から新制高校に変わってからも、変わらずに歌い継がれている。

## 沿革
- 1886年（明治19年） 飛騨三郡により高山中学校創立、斐太学校と改称。
- 1888年（明治21年） 岐阜県斐太尋常中学と改称。
- 1899年（明治32年） 岐阜県斐太中学校と改称、校章制定。
- 1908年（明治41年） 校歌制定。
- 1948年（昭和23年） 通信教育部が併設される。新制高校に昇格し岐阜県立斐太高等学校と改称。岐阜県立高山工業高等学校を統合する。高山工業高校の木材工芸科、建築科は斐太高校の校地に移転し、校舎は高山市立第三中学校となる。
- 1956年（昭和31年）7月29日 斐太高等学校と岐阜県立高山高等学校が同時に放火の被害に遭う[1]。
- 1957年（昭和32年） 斐太高等学校の建築科、木材工芸科と高山高等学校の農業科、林業科、畜産科を統合し、岐阜県立斐太実業高等学校が新設される。
- 1986年（昭和61年） 創立100周年。
- 2003年（平成15年） 飛騨地区初の大学入試センター試験会場に指定される。
- 2005年（平成17年） 通信制課程を岐阜県立飛騨高山高等学校へ移管。

## 学校行事
- 遠足・修学旅行 -  1年生と3年生は遠足が、2年生時には修学旅行が行われる。修学旅行は九州や沖縄へ行くことが多かったが、1学年の人数が多いため航空機の手配が難しく、最近では沖縄へ行くことは無くなった。中国を計画されていたこともあったが、2019年から2022年の新型コロナウイルス感染症の流行により、新幹線とバスを乗り継ぎ、長崎及び福岡へ行くようになった。2023年は再び沖縄への修学旅行が行われた。
- 蜻蛉祭（あきつさい）- 斐太高校の文化祭は1992年度から「蜻蛉祭」と呼ばれており、6月に行われる。各クラスによるステージ・展示発表のほか、文化系部活動による発表も行われる。一般公開有り。
- 体育祭 - 9月に行われる。赤団・青団・黄団に分かれて競技が行われる。
- 蜻蛉の森（あきつのもり） - 文化系部活動による発表会・展示会で3月下旬に行われる。高山市民文化会館にて一般公開される。2000年以降に行事化されたものであり歴史は浅く、それまでは吹奏楽部や演劇部など一部の文化系部活動による定期的な公演がそれぞれ個別に行われていた。
- 白線流し - 卒業式と同時に行われる別離の行事。卒業生が旅立つ前に友情を誓うという意味合いも持つ。川を挟んで校舎側に在校生が、対岸に卒業生が校舎に向かって立ち行事が行われる。男子の学帽の白線と女子のセーラー服のネクタイを結んで「白線」をなし、学校の前を流れる大八賀川で歌を歌いながら川面に「流す」のである[2]。1996年には、この行事を元にしたテレビドラマが制作され、本校付近の橋でも撮影が行われた。

## 部活動
運動系部活動では陸上競技部を筆頭に硬式野球部・弓道部・バスケットボール部、文化系部活動では軽音部・美術部・放送部を筆頭に科学部・写真部など文武をとわず活躍する部活動が多い。
特にここ数年、陸上競技部はインターハイへ、美術部、放送部、軽音部は全国総合文化祭へ出場しており、これらの部は県内でも強豪校と目されている。
硬式野球部は第97回全国高等学校野球選手権岐阜大会で初めて飛騨地方の高校から決勝へ進出し準優勝となった。
| - 運動系 - 陸上競技部 - サッカー部 - ソフトテニス部 - ハンドボール部 - バスケットボール部 - バレーボール部 - バドミントン部 - 卓球部 - 剣道部 - 弓道部 - 硬式野球部 | - 文化系 - 自然科学部 - 美術部 - 茶華道部 - インターアクト部 - 吹奏楽部 - 放送部 - 書道部 - 写真部 - 軽音楽部 |

## 進路状況
| 国公立大学     |      | 私立大学         |      |
| -------------- | ---- | ---------------- | ---- |
| 東京大学       | 1名  | 早稲田大学       | 1名  |
| 大阪大学       | 3名  | 上智大学         | 2名  |
| 名古屋大学     | 4名  | 東京理科大学     | 1名  |
| 神戸大学       | 1名  | 明治大学         | 4名  |
| 筑波大学       | 1名  | 立教大学         | 1名  |
| 横浜国立大学   | 2名  | 青山学院大学     | 7名  |
| 千葉大学       | 1名  | 中央大学         | 2名  |
| 名古屋工業大学 | 1名  | 法政大学         | 4名  |
| 金沢大学       | 6名  | 中部大学         | 28名 |
| 岐阜大学       | 14名 | 中京大学         | 16名 |
| 富山大学       | 9名  | 岐阜聖徳学園大学 | 32名 |

## アクセス
- JR高山本線 高山駅下車徒歩30分
- のらマイカー北線「斐太高校前」停留所

## 周辺環境
- 校舎の北側には裏山が隣接する。この裏山にはニホンカモシカが生息しており、よく観察することができる。
- さらに、この裏山には古墳時代末期に成立したものと思われる杉ケ洞古墳（横穴）が現存する。
- 校門前の大八賀川に架かる合崎橋は2012年11月1日〜2014年2月28日に架替工事が行われ、一般公募で決定された高欄デザインの中には当校の校章があしらわれている。

## 著名な出身者
- 荒垣秀雄 - 元朝日新聞論説委員（旧制斐太中学卒業）
- 今井康雄 - 教育学者、東京大学名誉教授
- 江馬修 - 作家（旧制斐太中学中退）
- 岡田浩樹 - 神戸大学教授（大学院国際文化学研究科）
- 岡村利右衛門 - 実業家
- 垣内松三 - 国語学学者（旧制斐太中学卒業）
- 可児徳 - 体育学者（旧制斐太中学卒業）[4][5][6]
- 上林三子雄 - 日本公認会計士協会常務理事、新日本有限責任監査法人シニアパートナー
- 川内侑子 - 女子長距離走・マラソン選手
- 木村敏 - 医学者、京都大学名誉教授（旧制斐太中学卒業）
- 國島芳明 - 前高山市長
- 古池信三 - 商工省電力局長、参議院議員、郵政大臣、国際電信電話社長・会長（旧制斐太中学卒業）
- 清水イチロウ - 飲食店経営者、俳人
- 下手大輔 - 映画監督
- 杉原厚吉 -数理工学者、 東京大学名誉教授
- 瀬川信久 - 北海道大学教授（大学院法学研究科）
- 高井和伸 - 元参議院議員
- 流れ星☆（ちゅうえい、たきうえ） - お笑い芸人
- 田中明 - 高山市長
- タニザワトモフミ - シンガーソングライター
- たむらぱん（田村歩美） - シンガーソングライター
- 津田弥太郎 - 元参議院議員
- 都竹悦子 - ディスクジョッキー、ナレーター
- 都竹淳也 - 飛騨市長
- 栃本浩規 - NHK交響楽団トランペット奏者
- 中西忠司 - TBSテレビデザイナー兼美術プロデューサー
- 西尾章治郎 - 大阪大学総長、紫綬褒章、文化功労者
- 福来友吉 - 心理学者（旧制斐太中学卒業）
- 牧野英一 - 刑法学者（旧制斐太中学卒業）
- 真崎守 - 漫画家
- 蓑谷穆 - 実業家
- 蓑谷千凰彦 - 経済学者・慶應義塾大学名誉教授
- 村尾信尚 - 関西学院大学教授、ニュースキャスター、元財務省主計官
- 茂住修身 - 書家・内閣府職員
- 森林永理奈 - タレント、アイドル
- 米澤穂信 - 作家